# Sisyphus biarmatus
Sisyphus biarmatus är en skalbaggsart som beskrevs av Felsche 1909. Sisyphus biarmatus ingår i släktet Sisyphus och familjen bladhorningar. Inga underarter finns listade i Catalogue of Life.